# ادیسه (فیلم ۲۰۲۶)
ادیسه (انگلیسی: The Odyssey) یک فیلم حماسی اکشن فانتزی رو به انتشار به نویسندگی، تهیه‌کنندگی و کارگردانی کریستوفر نولان است. این فیلم اقتباسی از اشعار ادبیات یونان باستان، یعنی ادیسه اثر هومر است. در این فیلم که به‌وسیلهٔ یونیورسال پیکچرز توزیع و توسط شرکت تولیدی سینکاپی فیلمزِ نولان تهیه خواهد شد، مت دیمون نقش اودیسئوس، پادشاه یونانی جزیرهٔ ایتاکا، در سفر به خانه پس از جنگ تروآ برای پیوستن به همسرش پنلوپه را بازی می‌کند. دیگر گروه بازیگران شامل تام هالند، ان هتوی، زندایا، لوپیتا نیونگو، رابرت پتینسون و شارلیز ترون می‌شوند.
در اکتبر ۲۰۲۴ مشخص شد که نولان در حال ساخت فیلم بعدی خود در یونیورسال است. مراحل انتخاب بازیگر در ماه‌های بعد انجام شد و در دسامبر اعلام شد که این فیلم، اقتباسی از ادیسه خواهد بود. فیلمبرداری این فیلم در فوریهٔ ۲۰۲۵ آغاز شد. این فیلم با بودجه تولید ۲۵۰ میلیون دلاری، پرهزینه‌ترین فیلم دوران کاری نولان محسوب می‌شود. همچنین نخستین تولید بزرگ‌مقیاسی که به‌طور کامل با دوربین‌های فیلم‌برداری آی‌مکس فیلم‌برداری شده است.
ادیسه قرار است در تاریخ ۱۷ ژوئیه ۲۰۲۶ در ایالات متحده اکران شود.

## زمینهٔ داستانی
ادیسه داستان اودیسئوس، پادشاه افسانه‌ای ایتاکا را روایت می‌کند که پس از جنگ تروآ، سفری پرخطر و دشوار را برای بازگشت به خانه آغاز می‌کند. در این مسیر، او با موجودات اسطوره‌ای مانند پولیفموس، سیرن‌ها و ساحره-الهه‌ای به نام کیرکه روبه‌رو می‌شود. این سفر در نهایت به دیدار دوباره و مورد انتظار او با همسرش، پنلوپه، ختم می‌شود.

## بازیگران
- مت دیمون در نقش اودیسئوس، پادشاه افسانه‌ای ایتاکا[۲]
- تام هالند در نقش تلماخوس، پسر اودیسئوس[۳]
- ان هتوی
- زندایا
- لوپیتا نیونگو
- رابرت پتینسون
- شارلیز ترون در نقش کیرکه[۴]
- جان برنثال
- بنی سفدی
- جان لگویزمائو
- الیوت پیج
- هیمش پاتل
- بیل اروین
- سامانتا مورتون
- جسی گارسیا
- ویل یان لی
- رافی گراورن
- شایلو فرناندز
- میا گاث
- کوری هاکینز
- نیک ئی. تارابای
- جیمی گونزالس
- موریس کامپت
- مایکل ولامیس
- ایو گلدبرگ
- جاش استوارت
- رایان هرست
- آنتونی مولیناری
- لوگان مارشال-گرین

## تولید

### ساخت و انتخاب بازیگر
در اکتبر ۲۰۲۴ مشخص شد که کریستوفر نولان پس از همکاری با یونیورسال پیکچرز در فیلم اوپنهایمر (۲۰۲۳)، مشغول ساخت فیلم بعدی خود در این استودیو است. نولان بار دیگر در حال نگارش فیلم‌نامه و تهیه فیلم به همراه همسرش اما توماس از طریق کمپانی تولیدشان سینکاپی فیلمز بود. مت دیمون که در فیلم‌های اوپنهایمر و میان‌ستاره‌ای (۲۰۱۴) با نولان کار کرده بود، در حال مذاکره برای بازی در این فیلم بود و قرار شد فیلم‌برداری از اوایل سال ۲۰۲۵ آغاز شود. برخلاف اوپنهایمر که یونیورسال آن را در مزایده به‌دست‌آورد، این فیلم مستقیماً در این استودیو معرفی شد. هالیوود ریپورتر گمانه‌زنی‌ها مبنی بر اقتباس از مجموعهٔ تلویزیونی جاسوسی بریتانیایی زندانی (۱۹۶۷–۱۹۶۸) که نولان قبلاً در سال ۲۰۰۹ در نظر گرفته بود را رد کرد. حضور دیمون در اواخر اکتبر و زمانی که تام هالند به‌عنوان بازیگر انتخاب شد، تأیید گردید. در نوامبر همان سال اعلام شد که همکاران قبلی نولان، ان هتوی (بازیگر شوالیه تاریکی برمی‌خیزد (۲۰۱۲) و میان‌ستاره‌ای) و رابرت پتینسون (بازیگر تنت (۲۰۲۰))، در نقش‌های نامعلومی به گروه بازیگران پیوسته‌اند. زندایا، لوپیتا نیونگو و شارلیز ترون هم به‌عنوان بازیگران فیلم اعلام شدند.

### فیلم‌برداری
تصویربرداری اصلی در فوریهٔ ۲۰۲۵ آغاز شد و بریتانیا و مراکش از مکان‌های فیلم‌برداری بودند. فیلم‌برداری در سرتاسر جزایر آیولین در سیسیل ایتالیا، در مارس ۲۰۲۵ آغاز خواهد شد، به ویژه در جزیرهٔ فاوینیانا که در اشعار به آن اشاره شده است. این فیلم قرار است با استفاده از فناوری جدید فیلم آی‌مکس فیلم‌برداری شود. هویته ون هویتما که بر روی چندین فیلم قبلی نولان کار کرده بود، به‌عنوان فیلم‌بردار در این پروژه فعالیت می‌کند.

## بازاریابی
در ژوئیه ۲۰۲۵، یک سال پیش از اکران فیلم، تیزر اختصاصی سینمایی آن در نمایش‌های اولیهٔ فیلم تولد دوباره دنیای ژوراسیک منتشر شد. کمی بعد، این تریلر به‌صورت غیررسمی در اینترنت منتشر شد.

## انتشار
ادیسه قرار است در ۱۷ ژوئیه ۲۰۲۶ (۲۶ تیر ۱۴۰۵) به‌وسیلهٔ یونیورسال پیکچرز در ایالات متحده در قالب آی‌مکس به نمایش درآید.